# Seznam vítězů diamantové ligy v běhu na 400 metrů překážek
Toto je seznam vítězů diamantové ligy v běhu na 400 metrů překážek.

## Celkoví vítězové
| Muži                 | Muži              |
| -------------------- | ----------------- |
| Diamantová liga 2010 | Bershawn Jackson  |
| Diamantová liga 2011 | David Greene      |
| Diamantová liga 2012 | Javier Culson     |
| Diamantová liga 2013 | Javier Culson     |
| Diamantová liga 2014 | Michael Tinsley   |
| Diamantová liga 2015 | Bershawn Jackson  |
| Diamantová liga 2016 | Kerron Clement    |
| Diamantová liga 2017 | Kyron McMaster    |
| Diamantová liga 2018 | Kyron McMaster    |
| Diamantová liga 2019 | Karsten Warholm   |
| Diamantová liga 2020 | bez vítěze        |
| Diamantová liga 2021 | Karsten Warholm   |
| Diamantová liga 2022 | Alison dos Santos |
| Diamantová liga 2023 | Rai Benjamin      |
| Diamantová liga 2024 | Alison dos Santos |
| Diamantová liga 2025 | bude oznámeno     |

| Ženy                 | Ženy                 |
| -------------------- | -------------------- |
| Diamantová liga 2010 | Kaliese Spencerová   |
| Diamantová liga 2011 | Kaliese Spencerová   |
| Diamantová liga 2012 | Kaliese Spencerová   |
| Diamantová liga 2013 | Zuzana Hejnová       |
| Diamantová liga 2014 | Kaliese Spencerová   |
| Diamantová liga 2015 | Zuzana Hejnová       |
| Diamantová liga 2016 | Cassandra Tateová    |
| Diamantová liga 2017 | Dalilah Muhammadová  |
| Diamantová liga 2018 | Dalilah Muhammadová  |
| Diamantová liga 2019 | Sydney McLaughlinová |
| Diamantová liga 2020 | bez vítěze           |
| Diamantová liga 2021 | Femke Bolová         |
| Diamantová liga 2022 | Femke Bolová         |
| Diamantová liga 2023 | Femke Bolová         |
| Diamantová liga 2024 | Femke Bolová         |
| Diamantová liga 2025 | bude oznámeno        |